# Шумщина (Минская область)
Шу́мщина (бел. Шу́мшчына) — деревня в составе Демидовичского сельсовета Дзержинского района Минской области Беларуси. Деревня расположена в 19 километрах от Дзержинска, 48 километрах от Минска и 21 километре от железнодорожной станции Койданово.

## История
В источниках деревня Шумщина известна с конца XVIII века в составе Минского повета Минского воеводства Великого княжества Литовского, владение Радзивиллов. После второго раздела Речи Посполитой в составе Российской империи. В 1800 году деревня Шумщина, где насчитывалось 9 дворов и 46 жителей, находилась шляхетской собственности, в составе Минского уезда.
В 1-й половине XIX века являлась владением помещика И. Лихадиевского, в середине XIX века принадлежала помещику И. Берновичу, владельцу имения Новосады. Во второй половине XIX — начале XX века в составе Койдановской волости Минского уезда Минской губернии. В 1897 году, по данным переписи в Шумщине 10 дворов, проживают 67 жителей. В 1917 году в деревне проживали 76 жителей, насчитывалось 13 дворов. 
С 20 августа 1924 года деревня в составе Новосадского сельсовета (центр — д. Юцки) Койдановского района Минского округа, который с 23 марта 1932 году до 14 мая 1936 года являлся польским национальным с/с, с 29 июня 1932 года Койдановский район стал именоваться Дзержинским. 31 июля 1937 года Дзержинский польский национальный район был упразднён, территория сельсовета передана в состав Заславского района. С 20 февраля 1938 года деревня в составе Минской области, с 4 февраля 1939 года в составе восстановленного Дзержинского района. В 1926 году (по данным переписи) в деревне насчитывалось 14 дворов, проживали 75 жителей. В 1930-е годы, в ходе коллективизации был организован колхоз.
В Великую Отечественную войну с 28 июня 1941 года по 6 июля 1944 года деревня находилась под немецко-фашистской оккупацией, на фронтах войны погибли 7 жителей деревни. С 16 июля 1954 году деревня в составе Вертниковского сельсовета, с 8 апреля 1957 года — в составе Демидовичского сельсовета (переименованный Сталинский с/с). В 1960 году в деревне проживали 75 жителей, находилась в составе колхоза «Демидовичи». В 1991 году в Шумщине насчитывалось 6 хозяйств, проживали 9 жителей. По состоянию на 2009 год деревня в составе УП «Демидовичи».

## Население
| Численность населения (по годам) | Численность населения (по годам) | Численность населения (по годам) | Численность населения (по годам) | Численность населения (по годам) | Численность населения (по годам) | Численность населения (по годам) | Численность населения (по годам) |
| 1800                             | 1897                             | 1917                             | 1926                             | 1960                             | 1991                             | 1999                             | 2004                             |
| -------------------------------- | -------------------------------- | -------------------------------- | -------------------------------- | -------------------------------- | -------------------------------- | -------------------------------- | -------------------------------- |
| 46                               | ↗ 67                             | ↗ 68                             | ↗ 75                             | → 75                             | ↘ 9                              | ↘ 7                              | ↘ 3                              |
| 2009                             | 2017                             | 2018                             | 2020                             | 2022                             |                                  |                                  |                                  |
| ↘ 1                              | ↗ 5                              | → 5                              | ↗ 6                              | → 6                              |                                  |                                  |                                  |

## Улицы
В настоящее время (на начало 2020 года) в деревне Шумщина насчитывается две улицы: Центральная (бел. Цэнтральная вуліца) и Минская (бел. Мінская вуліца).